# 阿马萨利克

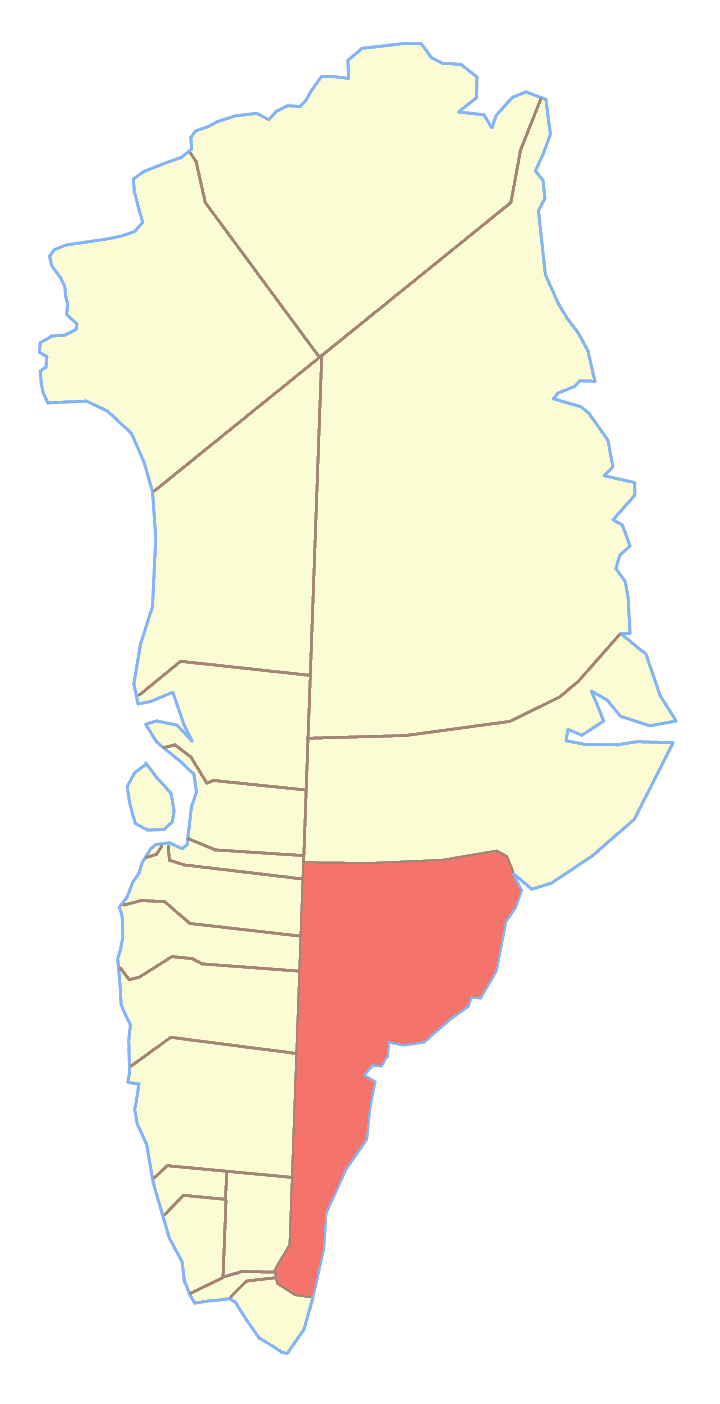
阿马萨利克在格陵蘭的位置

阿马萨利克曾是格陵蘭Tunu区两個市镇中的一個。它在東格陵蘭南部的阿马萨利克島南岸，面積232,100平方公里，大多數為冰原，它曾是格陵蘭東部的最大的市镇，现为新的塞梅索克市镇的一部分。